# CodeIgniter
 (octobre 2012).
CodeIgniter est un framework libre écrit en PHP. Il suit le motif de conception MVC et s'inspire du fonctionnement de Ruby on Rails. Les versions inférieures à la 2.0.0 sont compatibles avec PHP 4 et 5, tandis que celles supérieures à la 2.0.0 ne sont compatibles qu'avec PHP 5.1.6 ou plus. La version 3.0 requiert PHP 5.2.4 et la version 3.1 requiert PHP 5.3.7. La version 4 de CodeIgniter nécessite au minimum PHP 7.4.

## Histoire
CodeIgniter est issue de la société EllisLab et a été conçu par Rick Ellis, PDG de cette entreprise située dans l'Oregon, aux États-Unis. CodeIgniter est un dérivé de leur principal projet : ExpressionEngine. 
La première version de CodeIgniter a été publiée le 28 février 2006. Une version majeure (2.0.0) est sortie le 28 janvier 2011, symbolisée principalement par l'abandon de l'utilisation de PHP 4 au profit de PHP 5.
Depuis juillet 2013, EllisLab recherchait un nouveau repreneur pour CodeIgniter. Le 6 octobre 2014 Ellislab annonce que le développement du framework se poursuivra sous la gouvernance du British Columbia Institute of Technology.
Codeigniter 4 est sorti le 24 février 2020, jour de l'anniversaire de Jim Parry qui était le chef de projet de Codeigniter 4 et est décédé le 15 janvier 2020.
Le projet se poursuit maintenant par d'autres chefs de projet.

## Utilisations célèbres
- Silk Road
- Vanilla Forums (Basé sur Garden, un fork de CodeIgniter)
- Portail des parents d'élèves de l'éducation nationale algérienne : http://awlyaa.education.dz
- Andromede CMS (Par Altitude Dev) est un CMS utilisé par plusieurs entreprises françaises.
- Infinity Area (Presse Française Gaming)